# Campeonato Goiano de Futebol de 2025 - Segunda Divisão
O Campeonato Goiano de Futebol da Segunda Divisão de 2025, também conhecido como Divisão de Acesso 2025, é a 55ª edição deste torneio anualmente realizado pela Federação Goiana de Futebol. Esta competição será disputada por 8 equipes e teve seu início a partir do dia 21 de maio, e possui previsão de término para o dia 3 de agosto.

## Regulamento
A competição contará somente com uma única fase, onde as 8 equipes jogarão entre si, em jogos de turno e returno. Ao final da competição, os clubes que terminarem em primeiro e segundo Colocado na competição serão declarados campeão e vice-campeão respectivamente. Enquanto isso, a equipe última colocada da competição será rebaixada para a Terceira Divisão de 2026.

### Critérios de desempate
Em caso de igualdade no número de pontos ganhos entre duas equipes ou mais ao final de cada rodada, serão adotados os seguintes critérios técnicos:
1. Maior número de vitórias;
2. Maior saldo de gols;
3. Maior número de gols pró;
4. Menor número de cartões vermelhos recebidos;
5. Menor número de cartões amarelos recebidos;
6. Sorteio

## Classificação
| Pos | Equipe          | Pts | J  | V | E | D | GP | GC | SG  | Classificado                      |     | ANA | COE | RVE | TRI | TPY | GEA | MOR | IPO |
| --- | --------------- | --- | -- | - | - | - | -- | -- | --- | --------------------------------- | --- | --- | --- | --- | --- | --- | --- | --- | --- |
| 1   | Anapolina       | 28  | 14 | 7 | 7 | 0 | 20 | 7  | +13 | Promoção à 1ª Divisão de 2026     |     | —   | 0–0 | 0–0 | 2–0 | 2–2 | 2–0 | 2–0 | 3–1 |
| 2   | Centro Oeste    | 25  | 14 | 7 | 4 | 3 | 18 | 10 | +8  | Promoção à 1ª Divisão de 2026     |     | 0–3 | —   | 0–0 | 2–1 | 1–0 | 2–0 | 0–0 | 3–0 |
| 3   | Rio Verde       | 22  | 14 | 5 | 7 | 2 | 15 | 12 | +3  |                                   |     | 0–0 | 1–0 | —   | 2–1 | 0–0 | 1–0 | 1–1 | 4–0 |
| 4   | Trindade        | 21  | 14 | 6 | 3 | 5 | 22 | 17 | +5  |                                   | 2–2 | 0–1 | 3–0 | —   | 1–1 | 1–1 | 2–1 | 4–0 |     |
| 5   | Tupy de Jussara | 16  | 14 | 3 | 7 | 4 | 17 | 17 | 0   |                                   | 1–0 | 3–2 | 2–2 | 1–2 | —   | 0–1 | 0–0 | 5–3 |     |
| 6   | Grêmio Anápolis | 15  | 14 | 3 | 6 | 5 | 13 | 17 | −4  |                                   | 0–1 | 1–1 | 1–2 | 3–2 | 1–1 | —   | 0–0 | 2–1 |     |
| 7   | Morrinhos       | 12  | 14 | 2 | 6 | 6 | 10 | 16 | −6  |                                   | 2–2 | 0–3 | 2–0 | 0–1 | 0–1 | 2–2 | —   | 1–0 |     |
| 8   | Iporá           | 7   | 14 | 1 | 4 | 9 | 13 | 32 | −19 | Rebaixamento à 3ª Divisão de 2026 |     | 0–0 | 1–3 | 2–2 | 1–2 | 1–1 | 1–1 | 2–1 | —   |